# Vince Clarke
Vince Clarke (născut Vincent John Martin la 3 iulie 1960, South Woodford, Anglia) este un cântăreț de muzică pop care a colaborat cu mai multe formații de succes, incluzând Depeche Mode, Yazoo, The Assembly și Erasure.